# Leucochrysa pavida
Leucochrysa pavida är en insektsart som först beskrevs av Hagen 1861.  Leucochrysa pavida ingår i släktet Leucochrysa och familjen guldögonsländor. Inga underarter finns listade i Catalogue of Life.